# Hospital Universitario Central de Asturias
El Hospital Universitario Central de Asturias (HUCA) es un hospital situado en Oviedo, Asturias (España). Es el principal hospital del Servicio de Salud del Principado de Asturias y uno de los dos que hay en Oviedo, junto al Hospital Monte Naranco.
Fue fundado en el año 1989, a partir de la fusión de los diferentes centros hospitalarios de Oviedo, bajo la denominación de Hospital Central de Asturias; tomando su nombre actual a partir del convenio de 1990 con la Universidad de Oviedo.Desde 2014 está ubicado en el complejo de La Cadellada, en la avenida de Roma, Oviedo. El complejo ofrece 1.039 camas, con el 40% de habitaciones individuales y 33 quirófanos entre otras instalaciones.
Es la unidad de referencia nacional para enfermedades respiratorias de origen laboral a través de su centro adscrito Instituto Nacional de Silicosis. Del mismo modo es referencia nacional en Cirugía de Base de Cráneo y Cirugía de la Enfermedad de Parkinson. También tiene acreditación como referencia nacional (CSUR) en Miocardiopatías Familiares y tratamiento del dolor Neuropático Refractario.

## Historia de la institución
El HUCA fue fundado el 13 de diciembre de 1989 mediante un convenio firmado entre el Gobierno de Asturias e INSALUD. Mediante dicho acuerdo se unificaban bajo administración autonómica el Hospital Nuestra Señora de Covadonga, el Instituto Nacional de Silicosis (pertenecientes a la Seguridad Social) y el Hospital General de Asturias (perteneciente al Gobierno autonómico).Desde 1990 el hospital es, junto al Hospital Universitario de Cabueñes, uno de los dos hospitales adscritos a la Universidad de Oviedo.En 2002 su gestión fue transferida desde INSALUD al Servicio de Salud del Principado de Asturias.

## Historia de los complejos hospitalarios
Los 3 centros que lo formaron eran:
- Instituto Nacional de Silicosis: Fue inaugurado en 1970 en El Cristo como centro de tratamiento de enfermedades pulmonares relacionadas con la actividad minera, aunque toma su personalidad jurídica definitiva a través de una orden ministerial de 25 de abril de 1974 que declara expresamente al Centro tanto Centro Especial de la Seguridad Social como Centro de carácter nacional.[4]

- Hospital Nuestra Señora de Covadonga: Fue inaugurado el 29 de noviembre de 1961[5] con el nombre de "Residencia Sanitaria del Instituto Nacional de Previsión" integrada en el Seguro Obligatorio de Enfermedad, constando de un edificio central de hospitalización general y una serie de anexos que incluían un centro de rehabilitación, un Centro Hospitalario especializado en Materno-Infantil, un Centro de Especialidades denominado Policlínicas y un edificio dedicado a las Consultas externas (este último alberga también instalaciones de la Escuela Universitaria de Enfermería de la Universidad de Oviedo). Sus instalaciones están ubicadas en El Cristo, a unos pocos metros del Hospital General de Asturias y del Instituto Nacional de Silicosis.[5]
- Hospital General de Asturias: Fue inaugurado el 1 de marzo de 1961, aunque su entrada en funcionamiento completa finalizó en 1962.[5]Sus instalaciones están anexas al Hospital Nuestra Señora de Covadonga y al Instituto Nacional de Silicosis.[5]

La sede del HUCA pasaría a ocupar las instalaciones de los tres complejos hospitalarios, las cuales sumaban 17 edificios diferentes, por lo que urgía la construcción de una instalación más moderna y centralizada. Esta ciudad hospitalaria, conocida actualmente como «Viejo HUCA», está en estado de abandono desde su cierre en 2014.

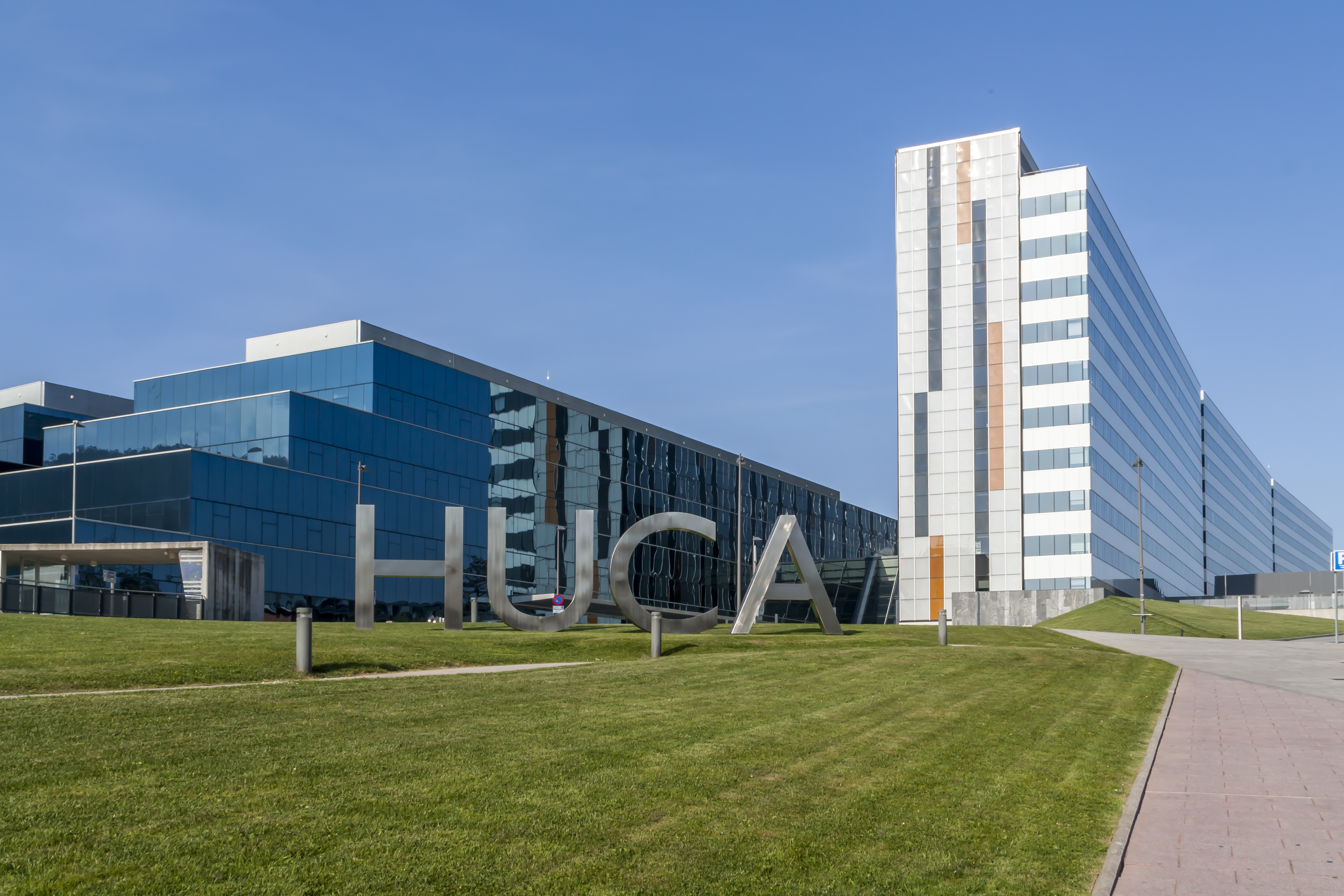
Edificio del Nuevo HUCA

En enero de 2005 se adjudicó la construcción de un nuevo complejo hospitalario por importe de 205,3 millones de euros. Las obras comenzaron en junio de 2005 en la finca del antiguo Hospital Psiquiátrico de La Cadellada, en el extremo norte de Oviedo, y prometían finalizar antes de 2010. En enero de 2014 el nuevo hospital fue inaugurado, aunque el traslado de los servicios y pacientes desde el antiguo complejo ocurrió el 14 de junio de 2014, culminando definitivamente el 16 de ese mismo mes.
Arquitectónicamente el edificio, de estilo contemporáneo, está formado por un gran edificio de 9 plantas y 300 metros de longitud que incluye un cuerpo de menor altura con patios interiores y otros edificios que sobresalen del complejo, aunque sin perder la idea de unidad y centralidad entre todas las instalaciones.Para poder dotar al edificio de medios de transporte, el exterior se urbanizó con una serie de viales que conectan al HUCA con la «autovía Y», así como con el resto de la ciudad.
Las principales características de las nuevas instalaciones hospitalarias son:
- Superficie total: 189.047 m² construidos.[9]La parcela alcanza los 370.000 m².[6]
- Coste total: 360 millones de euros para el edificio y los equipamientos médicos, de los cuales 165 millones de euros fueron un préstamo del BEI. Los servicios informáticos constaron 24 millones de euros y la misma cantidad de dinero fue empleada para urbanizar el entorno y construir los accesos viarios.[6]
- Camas: 1.039. Cifra inferior a la actual, lo que ha generado enfrentamientos entre los grupos políticos del Parlamento Asturiano.[12]
- Superficie de hospitalización (área polivalente): 32.275 metros cuadrados
- Superficie dedicada a la docencia: 5.600 metros cuadrados[13]

## Servicios y especialidades
| - Alergología - Análisis Clínicos - Anatomía Patológica - Anestesiología y Reanimación - Angiología y Cirugía Vascular - Aparato Digestivo - Bioquímica Clínica - Cardiología - Cirugía Cardiovascular - Cirugía General y del Aparato Digestivo - Cirugía Maxilofacial - Cirugía Pediátrica - Cirugía Torácica - Cirugía Plástica y Reparadora - Dermatología Médicoquirurgica | - Endocrinología y Nutrición - Farmacia Hospitalaria - Hematología y Hemoteras - Inmunología - Medicina Intensiva - Medicina Interna - Medicina Nuclear - Microbiología y Parasitología - Nefrología - Neumología - Neurocirugía - Neurofisiología clínica - Neurología - Obstetricia y Ginecología - Oftalmología | - Oncología Médica - Oncología Radioterápica - Otorrinolaringología - Pediatría - Psiquiatría - Radiodiagnóstico - Rehabilitación - Reumatología - Traumatología y Cirugía Ortopédica - Urología - Medicina Preventiva y Salud Pública - Prevención de Riesgos Laborales - Archivo Historias Clínicas - Medicina Familiar y Comunitaria |

Prestaciones como Centro y Servicio de Referencia Nacional:
- Cardiopatías familiares
- Neuromodulación cerebral del dolor neuropático refractario
- Cirugía de plexo braquial
- Cirugía de los trastornos del movimiento

## Docencia
En virtud del Convenio con la Universidad de Oviedo que convierte al HUCA en Hospital Universitario se adquieren una serie de compromisos relativos a las labores formativas realizadas por el Hospital [cita requerida]. Tras este convenio las áreas de formación y docencia del HUCA mantendrán tres líneas fundamentales:
- Docencia Universitaria:

- Formación del personal sanitario:

- Actividades formativas complementarias:

## Investigación
Entre las líneas de investigación del HUCA se distinguen por su repercusión:
- Applied Neurophysiology / Neurocirugía Funcional: Desde 1996 es Centro de Referencia del Estado para al tratamiento quirúrgico de la enfermedad de Parkinson, las Distonias y Temblores esenciales o secundarios (p.ej. Esclerosis Múltiple), Cefaleas incoercibles, Epilepsia, etc. utilizando para ello el implante crónico de electrodos para la Estimulación Cerebral Profunda[14]
- Cirugía Cardiovascular: Siendo el primer hospital español que implanta válvulas cardiacas sin cirugía.[15]
- Urología: Desarrollando técnicas contra la incontinencia urinaria[16]
- Oncología[17]
- Tratamientos con células madre[18][19]
- Trasplantes.[20]
- Silicosis y enfermedades respiratorias relacionadas con la actividad laboral.[cita requerida]